# 공감다큐 해바라기
《공감다큐 해바라기》는 TV조선에서 매주 토요일 오전 10시 50분에 방영되었던 텔레비전 프로그램이다.

## 내레이션
- 허수경

## 동시간대 경쟁 프로그램
- 영화가 좋다 (KBS 2TV)
- 노래가 좋아 (KBS 1TV)
- 접속! 무비월드 (SBS)